# الاتحاد العربي للصحافة الإلكترونية
الاتحاد العربى للصحافة الإلكترونية هو أحد أهم انشطة الجمعية العربية للفضاء الإلكترونى تم تأسيسه عام 2010، ويعمل على تدعيم وتنمية مهارات العاملين بالمجال من خلال التدريب والعمل على مواكبة التطورات التكنولوجية عالميا وتسهيل حصول الأعضاء عليها، والتعاون مع المؤسسات الإعلامية سواء على المستوى العربى أو الدولي وعمل نقل وتبادل للخبرات الناجحة في هذا المجال. وكذلك يعمل الاتحاد على التنسيق العام لكافة أنشطة الصحافة الإلكترونية في العالم العربي ومنح الشرعية الرسمية والمهنية للعاملين بها، هذا إلى جانب تولى مهمة الدفاع عن حقوق وحريات الإعلاميين ضد أي اضطهاد فكري أو سياسي أو مهني قد يواجهونه خلال تأدية رسالتهم الإعلامية.